# أندريه بيريرا (لاعب كرة قدم)
أندريه بيريرا (بالبرتغالية: André Pereira‏) هو لاعب كرة قدم برتغالي في مركز الهجوم، ولد في 5 مايو 1995 في بورتو في البرتغال. لعب مع نادي بورتو.

## وصلات خارجية
- أندريه بيريرا (لاعب كرة قدم) على موقع قاعدة بيانات كرة القدم.إي يو (الإنجليزية)
- أندريه بيريرا (لاعب كرة قدم) على موقع Soccerway.com (الإنجليزية)